# Ui-Wando Paixão
Ui-Wando Paixão é o décimo segundo álbum da carreira do cantor Wando, lançado em 1986 pela gravadora Arca Som. Com os sucessos como "Viver é Deixar Rolar o Sentimento" e "Favo de Mel", e a música "Sem Pudor" e a participação da atriz e cantora Lucinha Lins.

## Faixas
Faixas do álbum Ui-Wando Paixão:
1. Viver é deixar rolar o sentimento (Heitor Valente, Prêntice) - 4:20 - SUCESSO.
2. Ui-Wando Paixão (Antônio Ary, Wando) - 3:41 - SUCESSO.
3. Boca de cereja (Rose) - 3:30 - DESTAQUE.
4. Uma das duas (Tavio Bonfá, Paulo Buffara) - 3:06 - DESTAQUE.
5. Estrela Vega (Paulo Debettio, Paulinho Rezende) - 3:21
6. Drogado de amor (Antônio Ary, Wando) - 4:26 - DESTAQUE
7. Tempos idos (triste berrante) - (Adauto Santos) - 3:45 - SUCESSO.
8. Vem me ver (Marquinhos, Michel) - 3:21 - DESTAQUE.
9. Sem pudor - com Lucinha Lins (Carlinhos Kalunga, Dédo) - 4:32 - DESTAQUE.
10. Meu seduzir (Que Barra) (Wando) - 3:22 - DESTAQUE.
11. Favo de mel (Gilson, Joran) - 3:59
12. El niño del Rio de Lágrimas (Carlinhos Kalunga, Wando) - 3:24